# Dinastia Capețienilor

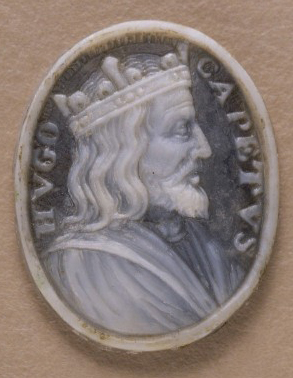
Hugo Capet

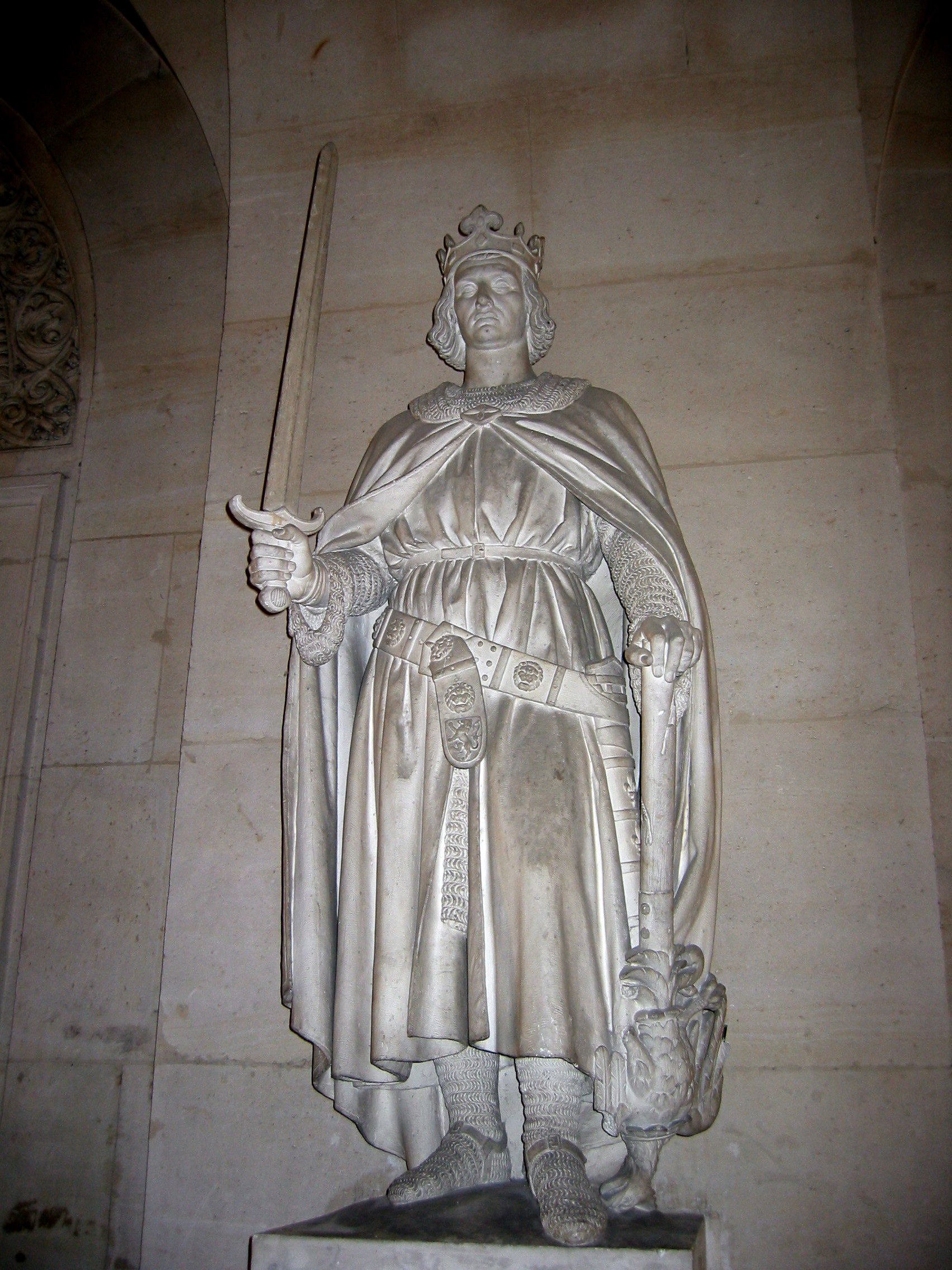
Filip August, rege Capețian

Dinastia Capețienilor (în franceză Capétiens) a început să domnească în Franța odată cu încoronarea lui Hugo Capet în 987. A fost cea de-a treia dinastie franceză, după Dinastia Merovingiană și Dinastia Carolingiană. Primul rege al dinastiei a fost Contele Parisului, Hugo Capet, care a fost ales de nobilii feudali după moartea regelui Carolingian Ludovic al V-lea. Astfel, Capet (probabil un pseudonim, provenind de la capă/pelerină conform etimologiei populare, sau de la la latinescul caput, cu înțelesul de „cap”, sau „mare șef”) a devenit denumirea noii dinastii. Pentru a-și întări puterea în fața nobililor, Hugo Capet și-a asociat fiul Robert al II-lea la domnie, iar acesta - la rândul său - a făcut la fel, astfel încât dinastia s-a transmis prin linie masculină directă.

## Originea numelui și utilizarea
Numele dinastiei derivă de la fondatorul ei, Hugo, care era cunoscut ca „Hugo Capet”. Înțelesul cuvântului Capet (mai mult o poreclă decât un nume de familie modern) este necunoscut. În timp ce etimologia populară îl identifică cu „cape”, alte ipoteze sugerează că este conectat cuvântului latin „caput” (cap), explicându-i astfel sensul de „șef” sau „căpetenie”.
Numele „Capețian” a ajuns să fie aplicat de către istorici atât casei conducătoare a Franței, cât și urmașilor mai larg răspândiți pe linie masculină ai lui Hugo Capet. Nu a fost o practică contemporană. Numele „Capet” a fost folosit și ca nume de familie ale unor persoane regale din Franța - în particular, dar nu exclusiv pentru cei din Casa Capet - o utilizare importantă a fost în timpul Revoluției Franceze, când regele detronat Ludovic al XVI-lea (un membru al Casei de Bourbon, prin linie masculină directă descendent al lui Hugo Capet) și regina Maria Antoaneta (membră a Casei de Habsburg-Lorraine) au fost numiți „Ludovic și Antoaneta Capet” (regina s-a numit „văduva Capet” după moartea soțului ei).

## Robertinii și înainte de ei
Numele dinastic folosit pentru desemnarea familiei lui Hugo Capet înainte de alegerea sa ca rege al Franței este „Robertinii” sau „Roberțienii”. Numele derivă de la primul strămoș sigur al familiei, Robert cel Puternic (n. 820), conte de Paris. Robert era probabil fiul lui Robert de Worms (n. 800) și nepot al lui Robert de Hesbaye (n. 770). Robertinii își au originea probabil în comitatul Hesbaye, în apropiere de Tongeren din Belgia de astăzi.
Fii lui Robert cel Puternic au fost Odo și Robert, amândoi conducând ca regi Francia de Vest. Familia a devenit Conți de Paris sub Odo și Duci ai Francilor sub Robert, deținând părți mari din Neustria.
Dinastia Carolingiană a încetat să conducă Franța după moartea lui Ludovic al V-lea. După moartea lui Ludovic al V-lea, fiul lui Hugo cel Mare, Hugo Capet, a fost ales de nobilime rege al Franței. Hugo a fost încoronat la Noyon pe 3 iulie 987, având suportul deplin al Împăratului Sfântului Imperiu Roman Otto al III-lea. Odată cu încoronarea lui Hugo, o nouă eră a început pentru Franța, iar descendenții lui au fost numiți „Capețienii”, dinastia lor conducând Franța pentru mai mult de opt sute de ani (987-1848).

## Ramurile familiei Robertine
- Rodbert
  - Ingerman de Hesbaye 
    - Ermengarde de Hesbaye, soția lui Ludovic cel Pios
- Cancor, fondatorul abației Lorsch
- Landrada
- * Sfântul Chrodogang, Arhiepsicop de Metz, stareț al abației Lorsch
- Robert de Hesbaye 
  - Robert de Worms
    - Robert cel Puternic
    - Odo, rege al Franciei de Vest
    - Richildis, căsătorită cu un conte de Troyes
    - Robert, rege al Franciei de Vest
    - Emma, căsătorită cu Rudolf de Burgundia
      - Adela, căsătorită cu Herbert al II-lea, conte de Vermandois
      - Hugo cel Mare
      - Hugo Capet
        - Hadwig, căsătorită cu Reginar al IV-lea, conte de Mons
        - Otto-Henric
        - Odo
        - Beatrix, căsătorită cu Frederic de Bar
        - Emma, căsătorită cu Richard I de Normandia
        - Herbert, episcop de Auxerre

## Istoric
La moartea regelui Carolingian Ludovic al V-lea, în urma unui accident de vânătoare, în lipsa unor urmași carolingieni direcți, marii nobili francezi îl aleg rege pe cel mai puternic dintre ei, Hugo Capet (sau Hugues) (987-996), urmaș al lui Robert Capet, cel care cu un secol în urmă asigurase regența în regatul Franței. Hugo Capet a rămas în istorie datorită faptului că a fondat o dinastie continuă de 36 de regi, care vor domni timp de peste opt secole pe tronul Franței, până la 1848 (dintre care Capețieni direcți, un număr de 15 regi).
Timp de două secole, capețienii își vor încorona primul născut încă din timpul vieții și-l vor asocia la domnie pentru a întări puterea. Filip August (1180-1223), capețian direct, dar descendent al carolingienilor pe linie feminină, deci suveran absolut legitim, va înlătura această practică. Până la acesta din urmă, regatul Franței va fi divizat, consecință a întăririii puterii locale a marilor seniori, autoritatea regală efectivă exercitându-se asupra unei regiuni restrânse. Astfel, comitatele Angers, Flandra, ducatele Normandiei, Aquitaniei, ajung să se bucure de o autonomie largă, seniorii respectivi fiind mai puternici și mai influenți decât suzeranul lor, regele Franței. Se ajunge chiar la situația în care ducele Normandiei, Wilhelm (Guillaume) reușește în anul 1066 să își cucerească propriul său regat, Anglia, asupra căruia avea aceleași drepturi succesorale ca și regele ales, Harold, pe care Wilhelm îl învinge la Hastings. În această situație, Wilhelm, duce de Normandia, deci vasal al regelui Franței, devine rege al Angliei, conform dreptului cuceritorului. Calitatea regilor francezi ai Angliei de duci de Normandia și imperiul angevin pe care ei vor reuși să-l creeze, vor duce la izbucnirea războiului de 100 de ani. 
Este perioada „clasică” a feudalismului francez: monarhul capețian, considerându-se urmaș legitim al primilor regi franci, moștenește dreptul acestora asupra teritoriului, obținut la origine prin cucerire, însă puterea sa efectivă este mai limitată ca oricând. Treptat, monarhia electivă este înlocuită cu cea ereditară - „dreptul sângelui”, și de drept divin, prin ceremonia religioasă a încoronării la Reims. Toți vasalii datorau supunere monarhului, a cărui putere era legitimată, deci, prin ereditate și recunoaștere din partea divinității prin intermediul Bisericii catolice.
În fapt, regele nu își exercită autoritatea decât asupra domeniului regal, însă de drept toți marii nobili din regat îi erau vasali, datorându-i supunere, deferență, ajutor militar și financiar, în schimb, ei primind de la rege feuda sau domeniul feudal, împreună cu țăranii, animalele și atelajele proprii domeniului. Dreptul feudal francez stipula că nobilul (seniorul) feudal conducea așa cum dorea treburile domeniului său, exercitând funcții militare, administrative, judecătorești, atâta timp cât își îndeplinea obligațiile feudale față de suzeran. Trădarea suzeranului, felonia, însemna anularea contractului feudal, felonul fiind pedepsit cu moartea. În aceste condiții, este evident că seniorul feudal era un exploatator fără scrupule, deoarece nimic nu-i limita puterea. Cea mai grea condiție o aveau servii (les serfs), țărani cu un statut juridic aparte, al căror drept de proprietate asupra pământului propriu era condiționat de plata unui impozit anual pe pământ și a numeroase taxe (atunci când fiul intra în posesia moștenirii, când se însurau - lucru pe care îl puteau face doar cu acordul seniorului, etc.). Toate acestea demonstrau că servii nu erau oameni liberi, dar nici nu erau țărani dependenți, deoarece nu primeau lotul de la senior, ci îl moșteneau; situația lor juridică se datora faptului că seniorii feudali au considerat că pământurile țăranilor învecinate cu propriile lor domenii le aparțineau de drept, însă acceptau, de regulă, să-i elibereze pe servi contra unei sume de bani. În 1110, regele Ludovic al VI-lea (1108-1137) a acordat poporului său o cartă prin care servajul era desființat, înlăturând astfel acest abuz al feudalilor.
Procesul de centralizare continuă, însă paralel și contrar acestui proces, este cel de formare a imperiului angevin, posesiunile regilor Angliei în Franța. În 1151, regele Angliei, Henric al II-lea Plantagenetul poseda deja de la tatăl său ducatul Normandiei (fieful originar al regilor Plantageneți) și comitatul Bretaniei, iar prin căsătorie obține comitatele Anjou și Maine, regiuni pentru care îi era vasal regelui francez. În același an, se ivește o ocazie nesperată: regele Ludovic al VII-lea al Franței (1137-1180), care își consolidase poziția prin căsătoria cu Eleonora de Aquitania, singura moștenitoare a enormului ducat al Aquitaniei, divorțează, acuzându-și soția de adulter (crimă cu implicații foarte grave deoarece regina adulteră era susceptibilă de a aduce pe tron un copil nelegitim). Divorțând, regele pierde titlul de duce de Aquitania, ocazie nesperată pentru Plantageneți; în același an, Henric al II-lea se însoară cu Eleonora, obținând astfel încă o treime din regatul francez. Astfel, regii Angliei ajung să posede jumătate din regatul Franței, regiune ce va rămâne în istorie sub numele de imperiul angevin (în centrul ei se afla importantul comitat Anjou); acest fapt a fost, mai târziu, una dintre cauzele războiului de 100 de ani. În mod natural, această stare de fapt era inacceptabilă pentru regii Franței, care se vedeau amenințați, și în imposibilitate de a centraliza statul. De cealaltă parte, regii Angliei vor căuta să-și extindă influența în Franța și să obțină coroana acestui regat, dar vor fi ținuți în șah de alianța dintre Franța și Scoția. În concluzie, nici unul dintre cei doi suverani nu se putea declara mulțumit de actuala stare de fapt.

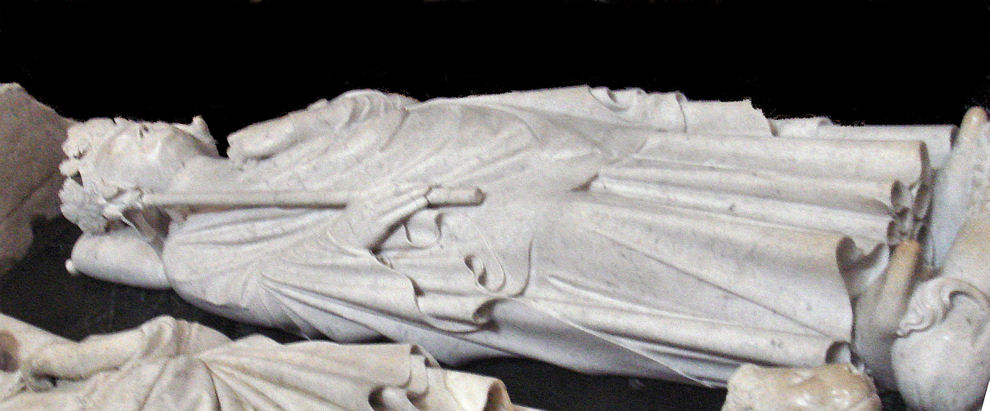
Mormântul lui Filip cel Frumos la Catedrala Saint-Denis

În anul 1180, vine pe tronul Franței un mare rege capețian, Filip al II-lea, pe care contemporanii săi l-au supranumit Filip August. În numai un deceniu, Filip August reușește să aducă sub autoritatea sa directă comitatele Champagne, Provence, Toulouse, Flandra. Conflictul cu angevinii părea iminent, însă se încearcă un compromis: căsătoria dintre Blanche de Castilia, nepoata regelui Angliei și Ludovic, Delfinul Franței (1200). Însă în 1204, regele Franței începe războiul pentru cucerirea imperiului angevin; căsătoria nu își atinge scopul politic, dar lucrurile merg cât se poate de bine pentru capețieni, care, în timpul lui Filip August, Ludovic al VIII-lea (1223-1226) și Ludovic al IX-lea (Sfântul Ludovic) (1226-1270), își extind domeniul regal, anexând Normandia, Poitou și Anjou. Aducerea sub controlul regal efectiv a unui domeniu feudal se făcea fie pe calea armelor, fie prin căsătorii, prin care se puteau obține feude în cadrul dotei. Blanche de Castilia a fost de asemenea prima femeie din istoria regalității franceze care a asigurat regența în timpul minoratului fiului ei, cel care avea să devină Sfântul Ludovic, ocupându-se de administrarea regatului chiar după încoronarea fiului ei, în timpul cruciadei din Egipt, iar atunci când a aflat că acesta a căzut prizonier, ea a aranjat plata recompensei. Cu toate acestea, Blanche de Castilia nu a fost niciodată suverană a Franței, titlu rezervat bărbaților, însă a fost cu siguranță o foarte influentă femeie din istoria acestei țări.   
Ludovic al IX-lea, unul dintre cei mai importanți regi capețieni, a fost primul care s-a preocupat de a da domeniului regal o organizare eficientă. În această perioadă apar funcționarii regali, la nivelul fiecărui oraș, însărcinați cu administrarea bunurilor Coroanei în circumscripția lor și putând răspunde în fața monarhului pentru modul de administrare. În provinciile nordice (Normandia, Anjou), ei se numeau „baillis”, iar în sud (Poitou, Languedoc), erau denumiți „sénéchaux”. Pentru a descuraja favoritismul și corupția, acestor funcționari le era interzis să primească cadouri sau să posede pământ în circumscripția lor. 

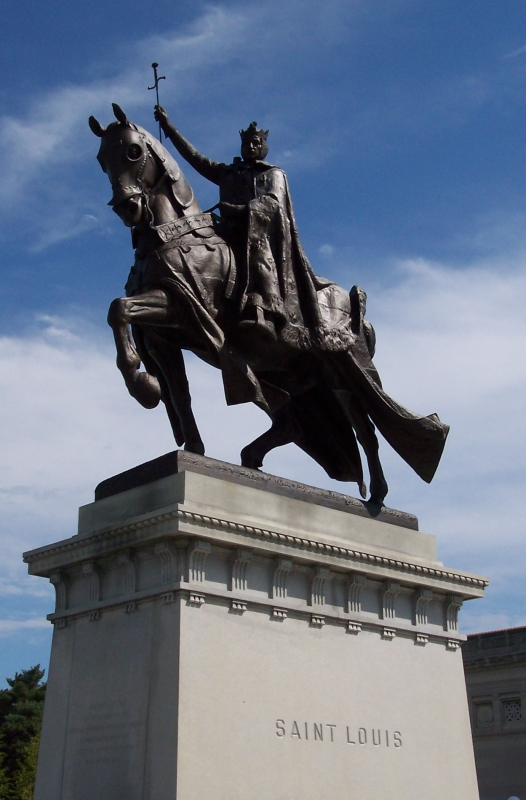
Ludovic al IX-lea cel sfânt

Tot Sfântului Ludovic i se datorează tentative de moralizare a societății: Inchiziția este susținută, jocurile de noroc, împrumuturile sunt interzise, iar prostituția și blasfemiile sunt aspru pedepsite, acționând totodată pentru eradicarea catarilor și arătându-se intolerant față de evrei. Ludovic al IX-lea este de asemenea unul dintre puținii regi francezi care și-au folosit prerogativele judecătorești supreme, moștenite prin tradiție de la franci. Cel mai important caz judecat de rege este cel al unuia dintre marii nobili ai regatului, vasal al regelui, Enguerrand al IV-lea de Coucy, acuzat de a fi abuzat de dreptul său de înaltă justiție, ordonând spânzurarea fără judecată a trei gentilomi flamanzi, găsiți pe domeniile sale. După o anchetă minuțioasă a urmat procesul și judecata, Enguerrand a fost găsit vinovat și condamnat la o amendă de 12000 de livre – o sumă foarte mare –, la pierderea dreptului său de înaltă justiție, să petreacă trei ani în Țara Sfântă și să fondeze trei biserici în abația Coucy. De asemenea, Ludovic al IX-lea este cel care a interzis o veche instituție medievală, duelurile judiciare, sub pedeapsa tăierii capului; tot în timpul domniei sale a fost instituită proba cu martori, ca normă de procedură. 
Timp de peste trei secole, coroana Franței s-a transmis din tată în fiu, fără a se simți nevoia unei justificări juridice și fără ca această practică să fie contestată. Dar, în 1316, fiul lui Filip cel Frumos (1285-1314), Ludovic al X-lea al Franței (1314-1316) moare fără a lăsa urmași de sex masculin. Problema succesiunii este rezolvată în doi timpi: întâi, în 1316 este enunțat principiul prin care este interzis accesul femeilor pe tronul Franței. Rege devine fratele monarhului defunct, Filip cel Lung (1316-1322), care, la rândul său moare fără a lăsa moștenitori de sex masculin. Este încoronat cel mai mic dintre fiii lui Filip cel Frumos, Carol al IV-lea (1322-1328), care moare după 6 ani de domnie, fără a lăsa moștenitori direcți. În acest moment, s-a pus problema dacă tronul nu ar trebui să revină celei de-a patra progenituri a lui Filip cel Frumos, Isabella de Franța, care să transmită acest drept fiului ei. Dar Isabella de Franța era mama regelui Eduard al III-lea al Angliei, lucru inacceptabil pentru familia regală franceză, nu pentru că ar fi fost vorba de un prinț străin (Eduard al III-lea era trei sferturi francez) ci datorită faptului că ar fi însemnat pierderea tronului pentru capețieni. Deci, în 1328, invocându-se principiul masculinității, se enunță un al doilea principiu: femeile nu au nici dreptul de a transmite dreptul de succesiune la tron. Rege devine ruda cea mai apropiată a monarhului defunct pe linie masculină, un nepot de frate al lui Filip cel Frumos, Filip de Valois.

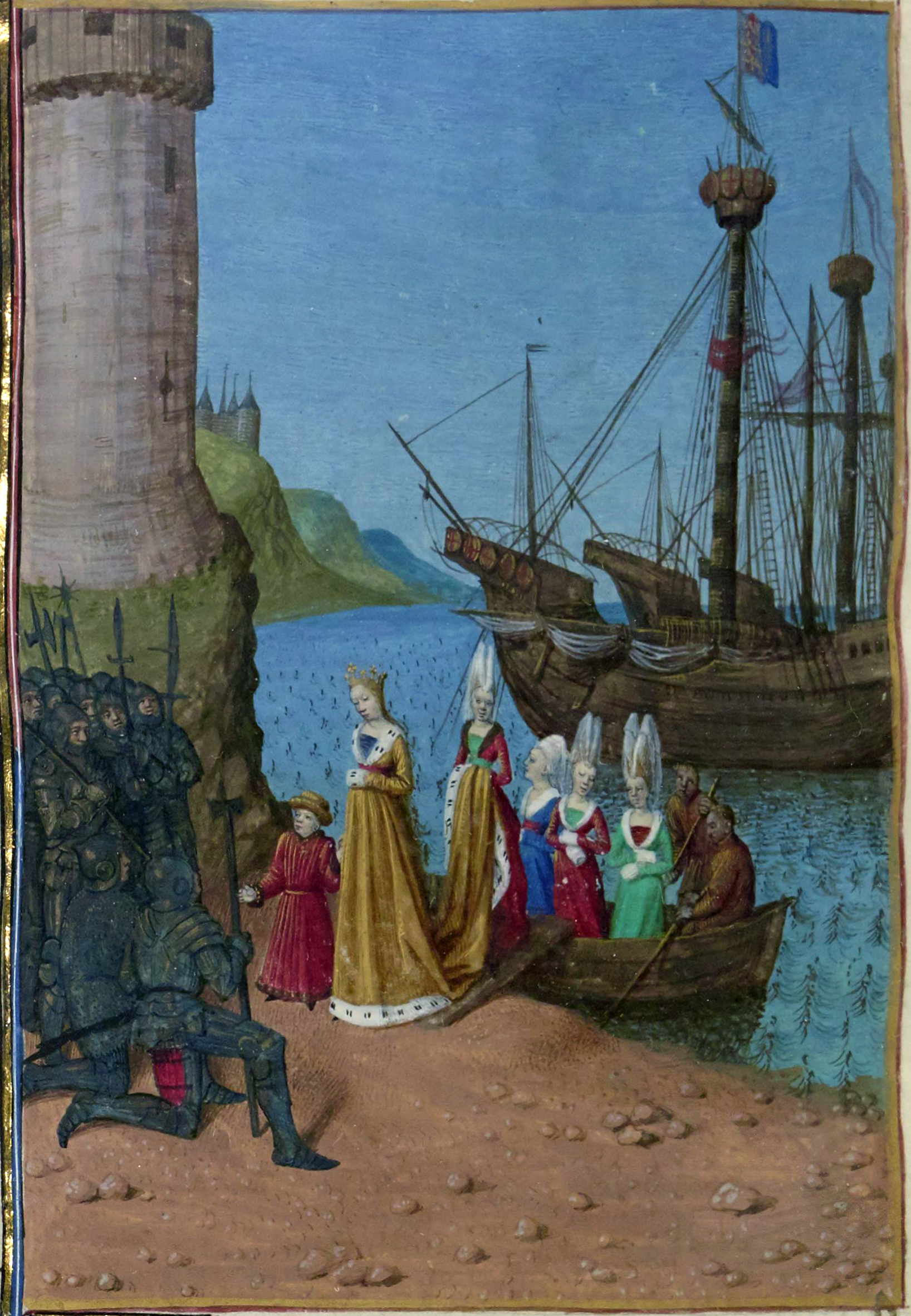
Întoarcerea Isabelei de Franța în Anglia

Trebuie menționat aici că în regulamentele succesorale franceze din 1316, 1322 și 1328 nu se face nicăieri aluzie la faimoasa lege salică, menționată abia în 1358 de juristul și cronicarul Richard Lescot. Interpretarea legii salice în sensul imposibilității femeilor de a domni și de a putea transmite acest drept a fost făcută abia în 1416 de Jean de Montreuil în „Traité contre les Anglais”, iar în 1464, Legea succesiunii la tron prevedea atât aceste principii cât și faptul că pe tronul Franței nu poate urca un străin. Prin aceste acte, capețienii au reușit să păstreze Coroana, cu prețul unui război de 100 de ani, în care Anglia va fi înfrântă pierzând imperiul angevin. Din nou aparențele înșală: faptul că regii francezi ai Angliei, urmași ai lui Wilhelm Cuceritorul, nu au devenit și regi ai Franței s-a dovedit a fi un fapt pozitiv pentru Anglia, care altfel s-ar fi văzut abandonată de propriul monarh, care, probabil, ar fi ales ca reședință mult mai bogatul și mai puternicul regat francez. Anglia ar fi devenit o simplă anexă a Coroanei franceze, cu toate consecințele politice și economice care ar fi decurs de aici, conform punctului de vedere dezvoltat de eminentul om de cultură francez André Maurois.

## Reprezentanți de marcă
- Ludovic al VII-lea, care s-a căsătorit cu Eleanor de Aquitainia pentru a-și lărgi regatul, adaugând provincii importante.

- Filip al II-lea August a achiziționat teritorii în nordul Franței: Artois, Valois și Vermandois, și-a consolidat controlul asupra Vexin-ului, o zonă critică pe Sena, la conjunctura dintre Normandia și Île-de-France. Filip a luat parte la a treia cruciadă (1190-1191). În 1204 a cucerit ținuturile Normandia și Anjou, iar apoi prin războiul împotriva armatelor germane și anglo-saxone și-a întărit pozițiile.

- Ludovic al IX-lea al Franței, cunoscut ca "Sfântul Ludovic", și-a luat foarte în serios misiunea de „locotenent al lui Dumnezeu pe Pământ”, cu care fusese investit la încoronarea de la Reims. Astfel, pentru a-și îndeplini misiunea, a condus două cruciade, care, cu toate că au fost lipsite de succes, au contribuit la prestigiul lui. De el se leagă și începerea discriminării evreilor, Ludovic al IX-lea confiscându-le averile și expulzându-i.

- Filip al IV-lea al Franței, care prin personalitatea sa rece și severă și-a adus porecla de „Regele de Fier” sau „Regele de marmură”. Se căsătorește cu Ioana I de Navara, astfel devenind regele Navarei din 1284 până în 1305, când moare Ioana. A avut conflicte cu Papa Bonifaciu, prin încercarea reușită de a-l face să accepte plata taxelor de către cler. După moartea papei, sub influența lui Filip, a fost ales un papă francez, Clement al V-lea, care a mutat curtea papală la Avignon, pentru a putea controla mai bine papalitatea, astfel a început așa zisa "captivitate babiloniană".

## Capețienii în istorie
De-a lungul secolelor, Capețienii s-au răspândit în întreaga Europă, conducând de la regate la simple domenii.

### Legea Salică
Legea salică, restabilită în timpul Războiului de o Sută de Ani dintr-o străveche tradiție salică francă, a făcut ca monarhia franceză să permită doar descendenți de sex masculin ai lui Hugo Capet pentru succesiunea la tronul Franței. Fără legea salică, după moartea lui Ioan I, coroana ar fi trecut la sora sa vitregă, Joan (mai târziu Joan de Navarra). Oricum, paternitatea Joanei era suspectă din cauza adulterului mamei sale; magnații francezi au adoptat legea salică pentru a împiedicat succesiunea la tron a unui posibil bastard. 
În 1328, regele Carol al IV-lea al Franței a murit fără a avea moștenitori masculini, frații lui murind înaintea sa. La vremea aceea, singurul moștenitor de sex masculin al regelui Filip al IV-lea al Franței este regele Eduard al III-lea al Angliei, fiica lui Filip, Isabela a Franței, fiind mama sa. Lorzii francezi s-au opus succesiunii unui monarh francez, și au făcut o adăugare Legii Salice prin care niciun moștenitor de sex masculin nu poate succede la tron printr-o linie feminină. 

Așadar în loc de succesiunea de mai sus, coroana franceză a trecut de la Casa de Capet după moartea lui Carol al IV-lea la Filip al VI-lea al Franței din Casa de Valois, o ramură cadet a dinastiei Capețiene:
- apoi la Ludovic al XII-lea de Valois-Orleans, o ramură cadet a Casei de Valois,
- apoi la Francisc de Angouleme (care a devenit Francisc I), făcând parte dintr-o linie cadet a casei Valois-Orleans,
- apoi la Henric de Navarre (viitorul Henric al IV-lea al Franței), din Casa de Bourbon, o linie cadet a Dinastiei Capețiene.

Aceasta nu a afectat monarhiile ce nu se aflau sub această lege cum ar fi Portugalia, Spania, Navarra și alte mici ducate și comitate. Prin urmare, multe familii regale apar și dispar în succesiunea franceză sau devin ramuri cadet prin căsătorie.

### Ramurile cadet ale Capețienilor
Dinastia Capețiană a fost de multe ori divizată în (uneori rivale) ramuri cadet. O ramură cadet este o linie de descendență dintr-o altă linie decât cel mai ridicat rang. Această listă a ramurilor cadet arată cele mai multe linii cadet ale Capețienilor, deși unele sub-ramuri nu sunt prezentate:
- Casa de Burgundia (1032-1361) 
  - Casa Alfonsine de Burgundia (1109–1383)
- Casa de Vermandois (1085–1212)
- Casa de Dreux (1137–1345) 
  - Ducii de Britania (1213–1341)
  - Montfort (1322–1488)
- Casa de Courtenay (1150-1727) 
  - Casa de Courtenay- Împărații Latini ai Consatntinopolului (1217–1283)
- Casa de Artois (1237–1472)
- Bătrâna Casa de Valois (inițial a condus Casa de Sicilia, apoi de Napoli, a devenit casa regală a Ungariei) (1247–1382) 
  - Bătrâna Casa de Valois- ramura Napoli (1309–1343)
  - Bătrâna Casa de Valois- ramura Taranto (1294–1374)
  - Bătrâna Casa de Valois- ramura Durazzo (1309–1414)
- Casa de Bourbon (1268–1503) 
  - Casa de Bourbon- ramura La Marche (devenită ramura Vendome) (1356-1836) 
    - Casa de Bourbon- ramura Preaux (1385–1429)
    - Casa de Bourbon- ramura La Carency (1393–1515)
    - Casa de Bourbon-Montpensier (1477–1608)
    - Casa de Bourbon- ramura Conde (1557–1830) 
      - Casa de Bourbon- ramura Conti (1629–1814)
      - Casa de Bourbon- ramura Soissons (1569–1641)

    - Casa de Bourbon- ramura Anjou sau Spaniolă (1700–prezent) 
      - Casa de Bourbon-Parma (1748–prezent)
      - Parma-Luxemburg, denumită Casa de Nassau-Weilburg (1919–prezent)

    - Casa de Bourbon- Cele doua Sicilii (1751–present)
    - Casa de Bourbon-Braganza (1752–1979), denumită și Bourbon y Braganza sau Ramura Infantelui Gabriel
    - Casa de Bourbon- ramura Molina sau Carlist (1819–1936)
    - Casa de Bourbon- ramura de Paula (1819–prezent) (a devenit ramura Anjou în 1933)
      - Casa de Bourbon- ramura Barcelona (1933-)

    - Casa de Bourbon- ramura Artois (1775–1883) 
      - Casa de Bourbon-Orleans (1661-)

## Sfârșitul dinastiei
Carol al IV-lea „cel Drept” a fost ultimul rege francez din Dinastia Capețiană, care a murit fără a lăsa un succesor. Astfel, la tronul Franței accede următoarea dinastie - Dinastia Valois (1328-1589) prin Filip al VI-lea.